# Ryan Brooks
Ryan Brooks (* 12. April 1988 in New Orleans, Louisiana) ist ein US-amerikanischer Basketballspieler. Nach dem Studium in seinem Heimatland spielt Brooks als Profi in Europa. Nach einer Spielzeit in der finnischen Korisliiga kehrte er für die BBL-Spielzeit 2012/13 zu den Gießen 46ers zurück, bei denen er 2010 seine Profikarriere begonnen hatte. Nach einem Insolvenzantrag der Gießener verließ er den Verein vor Saisonende und wechselte zum hessischen Ligakonkurrenten Fraport Skyliners aus Frankfurt am Main.

## Karriere
Brooks wuchs zunächst in New Orleans auf, bevor er mit seiner Mutter nach Pennsylvania zog und an der Lower Merion High School seinen High-School-Abschluss machte. Deren Basketballmannschaft ist unter anderem durch Kobe Bryant bekannt, der nach der Staatsmeisterschaft 1996 direkt in die am höchsten dotierte US-Profiliga NBA „gedraftet“ wurde. Auch Brooks konnte mit der Mannschaft eine Staatsmeisterschaft 2006 gewinnen und wurde anschließend zwar nicht in der NBA Draft ausgewählt, bekam er aber immerhin Angebote für Sportstipendien, darunter eines der ortsansässigen Temple University in Philadelphia. Mit deren Hochschulmannschaft Owls gewann Brooks drei Meisterschaftsturniere (englisch Tournament Championships) der Atlantic 10 Conference von 2008 bis 2010 sowie 2010 auch die reguläre Saison. Bei den drei Teilnahmen an der landesweiten Endrunde der NCAA schied man jeweils in der ersten Runde aus; 2010 als fünftgesetzte Mannschaft gegen die schwächer eingestuften Big Red der Cornell University aus der im Basketball wenig erfolgreichen Ivy League.
Nachdem Brooks in der NBA Summer League für das lokale NBA-Team Philadelphia 76ers vorspielen durfte, bekam er schließlich in Deutschland einen Profivertrag beim Basketball-Bundesliga-Gründungsmitglied Gießen 46ers. Diese rutschten nach gutem Saisonstart in der BBL-Saison 2010/11 in den Tabellenkeller und konnten nur mit einem Sieg Vorsprung den Klassenerhalt retten. Anschließend bekam Brooks einen Vertrag in der höchsten finnischen Spielklasse für Namika aus Lahti. Auch diese Mannschaft fand sich überwiegend am Tabellenende wieder, wobei auf den „Guard“-Positionen Steven Wright durch Malik Moore ersetzt wurde, die als Landsleute von Brooks zuvor ebenfalls in der deutschen Basketball-Bundesliga gespielt hatten.
Für die BBL-Saison 2012/13 kehrte Brooks nach Gießen zurück, die zuvor den Klassenerhalt sportlich verpasst hatten und diesen nur durch Erwerb einer Wild Card erzielen konnten. Die sportlichen und finanziellen Probleme nahm der Verein jedoch mit in die neue Spielzeit und musste daher am Jahresende einen vorläufigen Antrag auf Eröffnung eines Insolvenzverfahrens stellen. Dem Tabellenletzten wurden daher vier Punkte abgezogen, so dass in der sportlich und wirtschaftlich vermeintlich aussichtslosen Lage weitere Spieler wie Jasmin Perković den Verein verließen. Ende Januar 2013 entschlossen sich auch Brooks und sein Mannschaftskamerad LaQuan Prowell nach einem entsprechenden Angebot, den Verein zu verlassen, und wechselten zum ebenfalls abstiegsbedrohten hessischen Lokalrivalen Fraport Skyliners aus Frankfurt am Main. Nach dem erfolgreichen Klassenerhalt mit den Skyliners erhielt Brooks trotz guter Leistungen keinen neuen Vertrag in Frankfurt. Er wechselte daraufhin innerhalb der Liga zu den Telekom Baskets Bonn. Zur Saison 2014/2015 verlängerte Brooks seinen Vertrag in Bonn.
Zur Saison 2015/2016 verließ Brooks die Telekom Baskets und wechselte nach Frankreich zu JDA Dijon.